# قصعين كثيف الزهر
قصعين كثيف الزهر (الاسم العلمي: Salvia densiflora) هو نوع نباتي يتبع جنس القصعين من فصيلة الشفوية.